# Ryan Kent
Ryan Kent (Oldham, 1996. november 11. –) angol labdarúgó, a Seattle Sounders középpályása.

## Klubkarrier

### Coventry City
Kent karrierjében elsőnek a Coventry Cityhez került kölcsönbe 2015 szeptemberében, de nem töltötte ki az egész szezont, mivel 2016 januárjában visszakerült a nevelőklubjához.

### Barnsley
2016 júliusában újra kölcsönbe került Anglián belül a Barnsleyba, ahol komolyan számították rá, mivel az angol másodosztályban 44 meccsen jutott szerephez, ezt a bizalmat 3 góllal hálálta meg.

### Freiburg
Első Anglián kívüli kölcsön játéka nem sikerült túl fényesen, mivel csak 6 meccsen lépett pályára, valamint sérülések is hátráltatták abban, hogy segítse a Freiburgot, ezért a Liverpool jobbnak látta visszahívni őt 2018 januárjában.

### Bristol City
A 2017/18-as szezon második felét a Championshipbe szereplő Bristol Citynél töltötte, ahol 10 meccsen kapott lehetőséget.

### Rangers
Az eddigi legsikeresebb szezonja Skóciában volt a Rangersnél, ahol Steven Gerrard kezei alatt 27 meccsen 6 gólt szerzett és elnyerte első angolként a 2018–19 szezon év fiatal játékosa díjat, valamint bekerült a skót első osztály 2018–19 szezon csapatába is.

### Fenerbahçe
2023. június 12-én négyéves szerződést írt alá a Fenerbahçe csapatával. 2024. október 17-én a szerződését közös megegyezéssel felbontották.

### Seattle Sounders
2025. március 31-én 1+1 éves szerződést írt alá a Seattle Sounders csapatával a 2025-ös szezon hátralévő részére, miután Paul Arriola megsérült.

## Sikerei, díjai

### Klubcsapatokkal
- Rangers
  - Skót bajnok: 2020–2021
  - Skót kupa: 2021–2022